# فایت (ایندیانا)
فایت (به انگلیسی: Fayette) یک منطقهٔ مسکونی در ایالات متحده آمریکا است که در شهرستان بونی، ایندیانا واقع شده‌است. فایت ۲۸۴٫۰۸ متر بالاتر از سطح دریا واقع شده‌است.